# Jack Armstrong
Jack Armstrong (Stoneboro Pennsylvania, 29 april 1958) is een Amerikaans acteur.

## Biografie
Armstrong begon zijn acteercarrière in het theater als Tom Sawyer in het Alley Theater in Texas. Hierna ging hij met een theatergroep op tournee door Amerika en Canada met een theaterproductie gebaseerd op M*A*S*H, waarin hij de rol van Radar O’Reilly vertolkte. Andere theaterproducties waarin hij gespeeld heeft, zijn I'm a Camera, The Fox en Mountains. Met de laatste theaterproductie won hij een prijs voor beste acteur.
Armstrong begon in 1981 met acteren voor televisie in de film Student Bodies. Hierna heeft hij nog meerdere rollen gespeeld in films en televisieseries, zoals All My Children (1986), Beverly Hills, 90210 (1994), 28 Days (2000), The Bold and the Beautiful (2001) en Days of Our Lives (1999–2003).
Armstrong is getrouwd, en is samen met zijn echtgenote eigenaar van een kunstgalerie in Los Angeles. Armstrong verscheen in de videoclip Lucky van Britney Spears.

## Filmografie[2]

### Films
- 2020: The Boys in the Band - als buurman
- 2020: Twisted Twin - als Mitch Crain
- 2002: Live from Baghdad – als verslaggever
- 2002: Mi amigo – als jongere Cale
- 2000: 28 Days – als Falcon in de cast van Soap Opera
- 1994: Where Are My Children? – als 25-jarige decaan
- 1994: Guyver: Dark Hero  – als Sean Barker
- 1991: Guyver – als Sean Barker
- 1984: Hard Knox – rol onbekend
- 1981: Student Bodies – als Joe

### Televisieseries
Uitgezonderd eenmalige gastrollen. 
- 2016-2019 How to Get Away with Murder - als nieuwslezer - 2 afl.
- 1999-2003: Days of Our Lives – als Carson Palmer – 19 afl.
- 2001: The Bold and the Beautiful – als Chad Huffington – 8 afl.
- 1994-1995: One Life to Live – als Kevin Lord Riley Buchanan 6 - onbekend aantal afl.
- 1993: Eden – als B.D. - onbekend aantal afl.
- 1989: The Famous Teddy Z – als Marty Horn – 3 afl.
- 1986: All My Children – als Gregory Nelson - onbekend aantal afl.
- 1985: Guiding Light – als Wally Bacon – onbekend aantal afl.

- International Standard Name Identifier: 0000 0004 0882 7678
- Nationale Bibliotheek van Polen: a0000001768597
- Virtual International Authority File: 302104415